# Бусутли
Бусутли (авар. Бусу́кь) — село в Тляратинском районе Дагестана. Входит в состав сельского поселения сельсовет Кособский.

## География
Расположено в 15 км к северу от районного центра — села Тлярата.

## Население
| 1939 | 1970 | 1989 | 2002 | 2010 | 2021 |
| ---- | ---- | ---- | ---- | ---- | ---- |
| 35   | ↘21  | ↘6   | ↗12  | →12  | ↘5   |